# دانييو (آن)
دانييو (بالفرنسية: Dagneux)‏ هي بلدية فرنسية تقع في إقليم الآن في فرنسا. رمز إنسي لها هو:1142. أما الرمز البريدي لها فهو: 1120.